# Béla Bollobás
Béla Bollobás (Budapest, 3 de agosto de 1943) es un matemático húngaro. Su primer doctorado fue por un trabajo sobre geometría discreta en 1967, después de lo cual paso un año en Moscú con Israil Gelfand. Después de pasar un año en Oxford paso a Cambridge donde obtuvo un Ph.D. en análisis funcional. 
Es un miembro externo de la Academia de Ciencias de Hungría y un conocido exponente de las combinatorias, sobre lo que ha escrito varios libros. Ha coescrito con Paul Erdős 18 estudios, dándole un número de Erdős de 1. 